# (10078) Stanthorpe
(10078) Stanthorpe es un asteroide que forma parte del cinturón de asteroides y fue descubierto por Tsutomu Seki desde el Observatorio de Geisei, Japón, el 30 de octubre de 1989.

## Designación y nombre
Stanthorpe se designó al principio como 1989 UJ3.
Más tarde, en 2005, fue nombrado por la ciudad australiana de Stanthorpe.

## Características orbitales
Stanthorpe orbita a una distancia media de 2,558 ua del Sol, pudiendo alejarse hasta 3,022 ua y acercarse hasta 2,095 ua. Tiene una inclinación orbital de 13,11 grados y una excentricidad de 0,1812. Emplea 1494 días en completar una órbita alrededor del Sol. El movimiento de Stanthorpe sobre el fondo estelar es de 0,2409 grados por día.

## Características físicas
La magnitud absoluta de Stanthorpe es 13,5.